# Suzy Solidor
Suzy Solidor, nom artístic de Suzanne Marion, fou una cantant, actriu i novel·lista francesa nascuda el 18 de desembre de 1900 a Saint-Servan (Ille-et-Vilaine) i morta el 31 de març de 1983 a Cagnes-sur-Mer (Alps-Maritimes).
L'anomenada «Madonna dels mariners» va ser una figura emblemàtica dels anys trenta. Símbol de la garçonne i dels «Années folles», va contribuir a popularitzar la comunitat lèsbica parisina entre el gran públic, celebrant els amors sàfics mitjançant la interpretació de diverses cançons (per exemple, Ouvre o Obsession).

## Biografia
Suzy Solidor va néixer d'un pare desconegut a Saint-Servan-sur-Mer (una ciutat ara adossada a Saint-Malo), al districte de Pie. La seva mare, Louise Marie Adeline Marion, de prop de trenta anys, era llavors serventa de Robert Henri Surcouf, advocat, diputat de Saint-Malo i armador, descendent de la família del famós corsari (segons Suzy Solidor, el diputat era el seu pare biològic).
Per escapar de la seva condició de mare soltera, Louise Marion es va casar el 10 de setembre de 1907 amb Eugène Prudent Rocher, que reconegué la petita Suzanne, que llavors tenia set anys. Després va prendre el nom de Suzanne Rocher. La família es va instal·lar al barri Solidor de Saint-Servan, que més tard inspiraria el nom artístic de Suzy. Era llavors veïna de Louis Duchesne, chemin de la Corderie, a la ciutat d'Aleth.

### Una«garçonne»

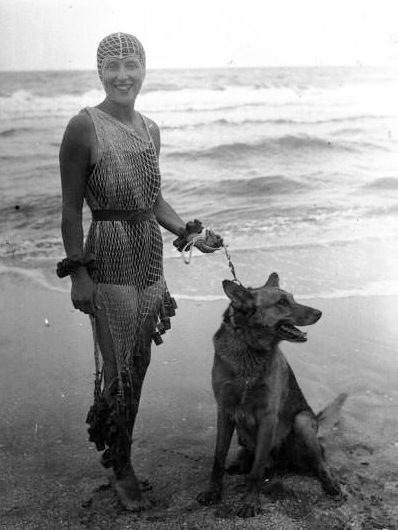
Suzy Solidor a la platja de Deauville el 1929.

Suzy Solidor va aprendre a conduir l'any 1916 i va aprovar el carnet l'any següent, que aleshores era un fet excepcional per a una dona. Poc abans de l'armistici de 1918, ascendida a conductora de l'estat major, va conduir ambulàncies al front de l'Oise, després de l'Aisne.
Després de la guerra, es va traslladar a París. Va ser en aquesta època quan va conèixer Yvonne de Bremond d'Ars, la famosa i molt mundana antiquària, que seria la seva companya durant onze anys. «Va ser Bremond d'Ars qui primer va llançar Solidor com a obra d'art i la va presentar al públic com a imatge/icona (...) Ella em va esculpir, va dir Solidor».
Després de la seva separació el 1931, Suzy Solidor tindrà diverses relacions amb dones. I una història d'amor amb l'aviador Jean Mermoz, que li regalarà un magnífic cor de diamants travessat per una fletxa de robí, també un retrat d'ella fet per Paul Colin...
Recorregué a la cançó l'any 1929, i poc després prengué el pseudònim amb el qual es faria coneguda. Va debutar a Deauville, al cabaret Le Brummel. El seu repertori està format principalment per cançons de mariners i obres més sensuals, equívoques i agosarades. La seva veu profunda, gairebé masculina –«una veu que ve del sexe», segons Jean Cocteau– el seu físic andrògin, els cabells rossos i el serrell quadrat marquen tot un estil. De sobrenom «Almirall», icona de la cançó marinera, va actuar el 1933 amb èxit a L'Européen i després va obrir a la rue Sainte-Anne La Vie parisienne, un cabaret "chic et cher», lloc de trobades homosexuals, on entre d'altres cantava el jove Charles Trenet.

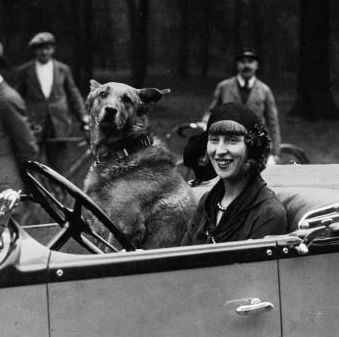
Suzy Solidor al 1929

### Musa i model
La seva reputació li va valer una aparició el 1936 a l'adaptació cinematogràfica de l'escandalosa novel·la de Victor Margueritte, La Garçonne. Al mateix temps, es va convertir en la musa de fotògrafs de revistes de moda i pintors. La seva silueta escultòrica va inspirar més de 200 artistes, entre els quals Jean-Denis Maillart, Raoul Dufy, Maurice de Vlaminck, Yves Brayer, Francis Picabia, Man Ray, Jean-Gabriel Domergue, Jean-Dominique Van Caulaert, Kees van Dongen, Arthur Greuell, Foujita, Suzanne Van Damme, Marie Laurencin, Francis Bacon i Jean Cocteau. El seu retrat més famós és el realitzat per Tamara de Lempicka l'any 1935; la pintora va acceptar l'encàrrec fet per Yvonne de Brémond d'Ars si Suzy posava nua.
La que va ser la cantant més criticada del segle va dir d'ella mateixa amb humor: "Jo sóc més per pintar que per culpar».

### L'Ocupació
Durant l'Ocupació, el seu cabaret La Vie Parisienne va reobrir al setembre de 1940, que era freqüentat per molts oficials alemanys. Suzy Solidor afegí al seu repertori una adaptació francesa de Lili Marleen, una cançó alemanya adoptada pels soldats de la Wehrmacht (abans de ser adoptada pels exèrcits aliats), que interpretava regularment a Radio-Paris. Les seves activitats (segons André Halimi, «mereix una patent de resistència per l'activitat incansable que va portar durant l'Ocupació, perquè anava d'un cabaret a un altre, d'una emissora de ràdio a una altra, d'una sala de música a l'altra») li valgueren ser jutjada amb l'Alliberament davant la comissió de depuració dels mitjans artístics, la qual cosa li infligia una simple culpa, però li imposava una prohibició d'exercir durant cinc anys. Després va cedir la direcció del seu cabaret a la cantant Colette Mars, que hi havia debutat, i va marxar a cantar als Estats Units.

### Postguerra
De tornada a París, Suzy Solidor obria el febrer de 1954 el cabaret A Suzy Solidor, a la rue de Balzac (a prop dels Camps Elisis), que va dirigir fins a principis de 1960 abans de retirar-se a la Costa Blava. Es va instal·lar a Cagnes-sur-Mer, on va inaugurar un nou cabaret el mateix any, A casa de Suzy, decorat amb 224 retrats seus. Hi va actuar fins al 1967 abans de fer-se càrrec de la direcció d'una botiga d'antiguitats, a la place du château du Haut de Cagnes.
Continuant amb la seva col·lecció de retrats, va encarregar-ne un de nou a Francis Bacon, que va acceptar pintar Suzy Solidor el 1957 perquè necessitava pagar un deute de jocs d'atzar. Però ella odiava el quadre i el posà a la venda el 1970. Bacon el tornà a comprar i el destruí.
El setembre del 1973 va oferir a la ciutat de Cagnes-sur-Mer una quarantena dels seus retrats, que avui es troben entre les obres remarcables del castell-museu Grimaldi, a Haut de Cagnes.

### Mort
Suzy Solidor moria el 31 de març de 1983 i està enterrada a Cagnes-sur-Mer.

## Recreacions
Suzy Solidor és el tema de la cançó Sad Songs, del grup The Christians. Se n'han fet biografies, com ara Suzy Solidor, une vie d'amours, de Marie-Hélène Carbonel, i documentals, com Solidor, un étrange destin, d'Alain Gallet. L'escriptora i cantant Jessica Walker va plasmar la seva vida en el musical All I Want Is One Night, que s'estrenà a Broadway.

## Repertori musical
- C'est à Hambourg
- Je t'espère
- La Fille des bars
- Ohé capitaine
- La Brume sur le quai
- Le Matelot de Bordeaux
- Une fille dans chaque port
- Le Bateau espagnol (Léo Ferré)
- Tout comme un homme
- Comme une feuille au vent
- Obsession, 1933 (Edmond Haraucourt - Laurent Rualten)
- La Belle Croisière, 1934
- Une femme, 1934
- Ouvre, 1934 (Edmond Haraucourt - Laurent Rualten)
- La Maison des marins, 1934
- Les Filles de Saint-Malo, 1934
- La Fille des bars, 1934
- La Belle Escale, 1935
- Le Doux Caboulot, 1935
- Si l'on gardait, 1935
- La Belle d'Ouessant, 1935
- Mon légionnaire, 1936
- Sous tes doigts, 1936
- La Tonnelle des amoureux, 1936
- Hawaï nous appelle, 1936
- La Java du clair de lune, 1936
- La Chanson de la belle pirate, 1936
- Nuit tropicale, 1937
- Mon secret, 1938
- Johnny Palmer, 1938
- Si j'étais une cigarette, 1938
- Escale, 1938
- La danseuse est créole, 1938 (Jacques Plante - Louiguy)
- On danse sur le port, 1939
- J'écrirai, 1939 (Suzy Solidor)
- Mon cœur est triste sans amour, 1940
- Je ne veux qu'une nuit, 1941
- Lily Marlène, 1942
- La Jolie Julie, 1942
- À quoi songes-tu ?, 1943
- Le Soldat de marine, 1943
- Trois lettres de toi, 1943
- Le Petit Rat, 1947
- Un air d'accordéon, 1947
- Un refrain chantait, 1947
- Amours banales, 1947
- L'amour commande, 1948
- Saïgon, 1948
- Congo, 1948
- Nature boy, 1948
- L'Inconnue de Londres, 1948 (Léo Ferré)
- Soir de septembre, 1948
- J'aime l'accordéon, 1949
- Casablanca, 1949
- Valsez, Laurence, 1950
- La Foule, 1951
- Brasileira, 1951
- Judas, 1952
- La Brume, 1952
- Danse de la corde, 1952
- La Dame qui chante, 1952
- Si le Rhône rencontrait la Seine, 1952
- Amor y mas amor, 1952

## Novel·les
- Teresine, edicions de França, París, 1939
- Fil d'or, edicions de França, París, 1940 (217 p.) - novel·la dedicada «als de mar obert i als de sang, a tots els de les avançades, als que aguanten les portes de l'Imperi...»
- Le Fortuné de l'Amphitrite, edicions franceses, París, 1941
- La vie commence au large, Edicions Sablon, Brussel·les-París, 1944

## Teatre
- 1937: L'Opéra de quat'sous, de Bertolt Brecht, adaptació francesa d'André Mauprey i Ninon Tallon, dirigida per Raymond Rouleau i Francesco von Mendelssohn, Théâtre de l'Étoile: Jenny-la-Paille
- 1951: L'École des hommes, de Jean-Pierre Giraudoux, Théâtre Michel, escrita per ella, on encarna una artista pintora a qui no agraden els homes.

## Filmografia
- Escale (1935), de Jean Dalray
- La Garçonne (1936), de Jean de Limur, basada en la novel·la homònima de Victor Margueritte
- La Femme du bout du monde (1937), de Jean Epstein
- Ceux du ciel (1941), d'Yvan Noé